# 三田市立母子小学校
三田市立母子小学校（さんだしりつ もうししょうがっこう）は、兵庫県三田市母子にある公立小学校。三田市では初の小規模特認校に指定されている。

## 沿革

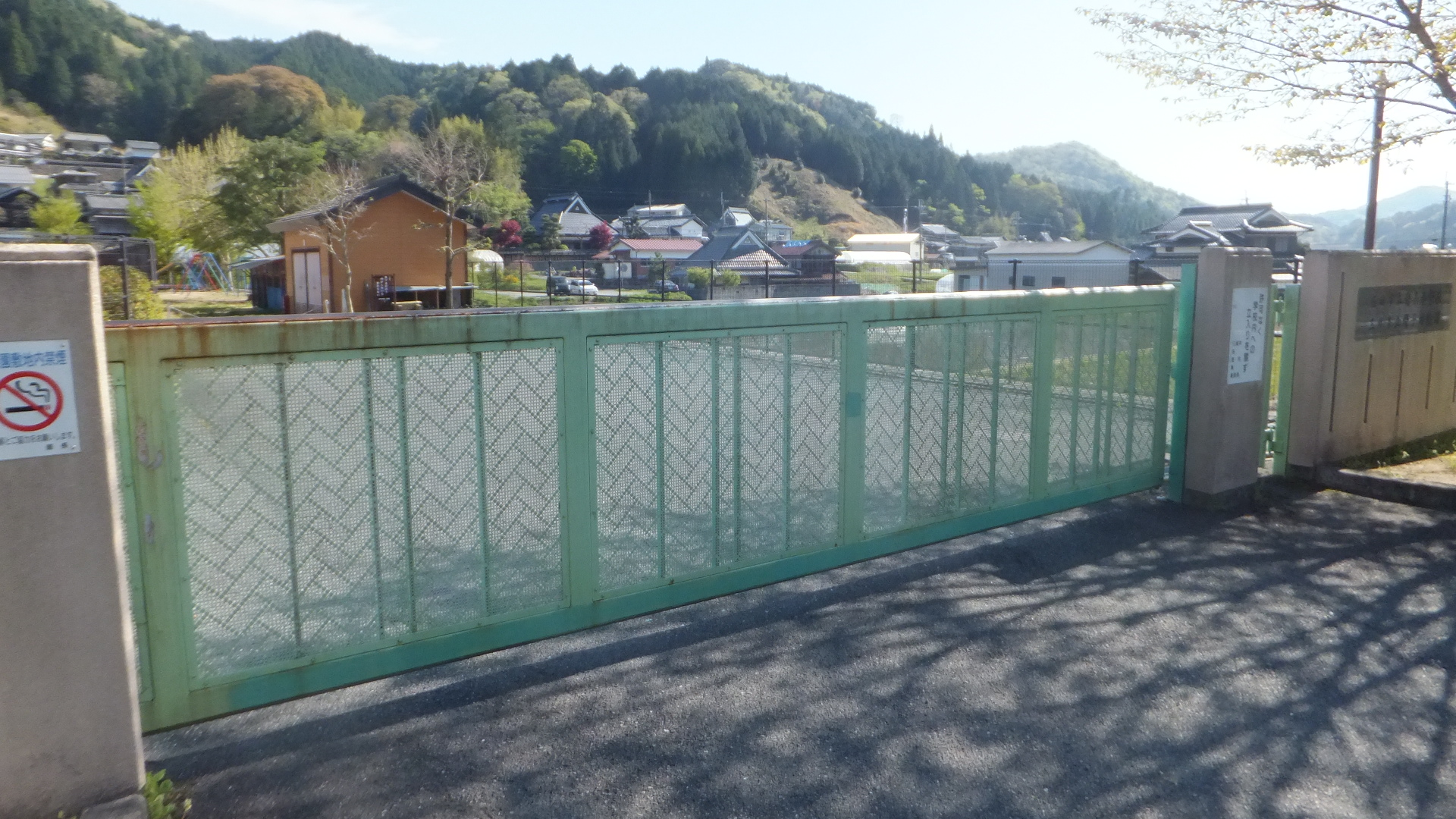
正門

- 1873年（明治6年）5月15日 - 正儀小学校として設立
- 1887年（明治20年）4月1日 - 小野村立正儀簡易小学校に改称
- 1891年（明治24年）8月1日 - 小野村立母子尋常小学校に改称
- 1916年（大正5年）2月1日 - 裁縫学校を附設
- 1924年（大正13年）4月 - 裁縫学校を廃止

## 教育目標
- 地域に根ざした教育を推進し、よく考え、たくましく生きる心豊かな児童の育成を図る。

## 通学区域
永沢寺、母子

## 進学先中学校
- 公立学校は、三田市立上野台中学校[1]

## 校区内の主な施設
- 三田市立母子幼稚園
- 三田市 母子浄水場
- 永澤寺
- 母子大池
- 兵庫県道308号曽地中三田線

## 参考資料
- 有馬郡「15. 小野村」『有馬郡誌』 下、有馬郡誌編纂管理者、兵庫県有馬郡道場村、1929年、565頁。2013年6月19日閲覧。